# Phrixocomes gephyrea
Phrixocomes gephyrea là một loài bướm đêm trong họ Geometridae.